# Кенмер (Північна Дакота)
Кенмер (англ. Kenmare) — місто (англ. city) в США, в окрузі Ворд штату Північна Дакота. Населення — 961 особа (2020).

## Географія
Кенмер розташований за координатами 48°40′23″ пн. ш. 102°4′20″ зх. д. / 48.67306° пн. ш. 102.07222° зх. д. (48.673062, -102.072234).  За даними Бюро перепису населення США в 2010 році місто мало площу 3,22 км², уся площа — суходіл. В 2017 році площа становила 3,46 км², уся площа — суходіл.

## Демографія
Згідно з переписом 2010 року, у місті мешкало 1096 осіб у 480 домогосподарствах у складі 281 родини. Густота населення становила 340 осіб/км².  Було 558 помешкань (173/км²).
Расовий склад населення:
| - 95,9 % — білих - 0,7 % — азіатів - 0,6 % — корінних американців - 0,2 % — чорних або афроамериканців - 1,2 % — осіб інших рас |

До двох чи більше рас належало 1,4 %. Частка іспаномовних становила 2,6 % від усіх жителів.
За віковим діапазоном населення розподілялося таким чином: 21,4 % — особи молодші 18 років, 55,0 % — особи у віці 18—64 років, 23,6 % — особи у віці 65 років та старші. Медіана віку мешканця становила 46,7 року. На 100 осіб жіночої статі у місті припадало 101,8 чоловіків;  на 100 жінок у віці від 18 років та старших — 97,7 чоловіків також старших 18 років.
Середній дохід на одне домашнє господарство  становив 66 338 доларів США (медіана — 52 243), а середній дохід на одну сім'ю — 85 160 доларів (медіана — 77 083). Медіана доходів становила 50 750 доларів для чоловіків та 31 176 доларів для жінок. За межею бідності перебувало 4,6 % осіб, у тому числі 4,5 % дітей у віці до 18 років та 7,9 % осіб у віці 65 років та старших.
Цивільне працевлаштоване населення становило 361 особа. Основні галузі зайнятості: освіта, охорона здоров'я та соціальна допомога — 28,5 %, транспорт — 20,2 %, роздрібна торгівля — 12,5 %, сільське господарство, лісництво, риболовля — 11,4 %.